# مگلبی مرسک
مگلبی مرسک (به انگلیسی: Magleby Maersk) یکی از بزرگترین کشتی‌های بارگنجی در جهان است.این کشتی در کلاس مرسک تریپل ای قرار دارد و در سال ۲۰۱۴ توسط کشتی‌سازی دوو و مهندسی دریایی در کره‌جنوبی تحت شماره بدنه ۴۲۵۵ ساخته شد.این کشتی به همراه کشتی‌های خواهرش مانند مارشال مرسک، ماریبو مرسک، متز مرسک، میویو مرسک و مدیسون مرسک تحت مالکیت شرکت دانمارکی مرسک لاین قرار دارد.این کشتی گنجایش ۱۸.۲۷۰ بارگنج بیست‌پایی دارد.